# Коста-Рика на Универсиадах
Коста-Рика принимают участие в Универсиадах начиная с летней Универсиады 1959 года в Турине. На зимних Универсиадах спортивная делегация Коста-Рики на данное время не участвовала ни разу.
На настоящее время (после летней Универсиады 2021 и зимней Универсиады 2023) спортсмены Коста-Рики на всех Универсиадах медалей не завоевали.